# Nymphenburger Sommer
Der Nymphenburger Sommer ist eine Veranstaltungsreihe klassischer Musik im Schloss Nymphenburg in München. Er zählt heute zum festen Bestandteil der sommerlichen Kulturszene der bayerischen Landeshauptstadt und bietet Konzerte mit Künstlern internationalen Rangs.

## Geschichte
Der Nymphenburger Sommer kann mit seinen Konzerten auf eine über 250 Jahre alte Tradition zurückblicken. Bereits der Erbauer des Hubertussaales im Nymphenburger Schloss, Kurfürst Max III. Joseph, hatte musikalische Lustbarkeiten und Theaterstücke in dem prachtvollen Saal aufführen lassen.
Der englische Musiker Charles Burney schrieb 1772 in seinem Tagebuch einer musikalischen Reise: Die besten Musici sind hier, weil seine Churfürstliche Durchlauchten alle Abende Concert hat.
Diese Tradition, die auch im 19. Jahrhundert fortgeführt wurde, hatten Tino Walz und seine Ehefrau nach dem Zweiten Weltkrieg von 1949 bis 1989 im Steinernen Saal, im Mittelbau der Sommerresidenz der Wittelsbacher, weiterleben lassen. Nach einer aufwändigen Renovierung durfte der Steinerne Saal aus denkmalpflegerischen Gründen nicht mehr als Konzertsaal genutzt werden.
2004 knüpfte man mit der Veranstaltungsreihe Nymphenburger Sommer wieder an die Tradition der Konzerte im Schloss Nymphenburg an, die im Hubertussaal (auch Langer Saal genannt) im sogenannten Orangerietrakt stattfinden. Der Nymphenburger Sommer wurde von Eckard Heintz initiiert und in Zusammenarbeit mit Andreas Schwankhart bis 2010 organisiert. Seit 2010 hat letztere Aufgabe Malte Jensen übernommen. Die musikalische Palette reicht von der Kammermusik, szenischen Opernaufführungen (Kammeroper München), Sinfoniekonzerten, Liederabenden bis zu musikalischen Lesungen.

## Bekannte aufgetretene Künstler
- Bayerische Kammerphilharmonie (Orchester)
- Hedwig Bilgram (Cembalo)
- Wolfram Christ (Bratsche)
- Johannes Fischer (Piano)
- Alban Gerhardt (Cello)
- Jonathan Gilad (Piano)
- Reinhard Goebel (Violine)
- Henschel Quartett (Streichquartett)
- Christoph Hartmann (Oboe)
- Gerold Huber (Piano)
- Leipziger Streichquartett (Streichquartett)
- Johannes Moser (Cello)
- Morgenstern Trio (Klaviertrio)
- Daniel Müller-Schott (Cello)
- Münchener Kammerorchester (Orchester)
- Ivan Podyomov (Oboe)
- Benjamin Schmid (Violine)
- Vera Schoenenberg (Sopran)
- Lauma Skride (Piano)
- Arabella Steinbacher (Violine)
- Julian Steckel (Piano)
- Stuttgarter Kammerorchester (Orchester)
- Carolina Ullrich (Sopran)
- Henrik Wiese (Flöte)